# Harpalyce maisiana
Harpalyce maisiana é uma espécie vegetal da família Fabaceae.
Apenas pode ser encontrada em Cuba.